# Círculo Oscense
El edificio del Círculo Oscense, también llamado Casino de Huesca (España) fue construido a principios del siglo XX y es una de las obras más significativas de las realizadas en Huesca en esa época. Encargado el proyecto al arquitecto catalán Ildefonso Bonells en 1901, es el mejor ejemplo de arquitectura modernista de esta ciudad y en él confluyen diferentes aspectos urbanos y arquitectónicos que lo convierten en un bien relevante de la arquitectura aragonesa.
El edificio se construyó como sede del Partido Liberal en la ciudad y a su vez alojó al Círculo Oscense, club social y recreativo fundado en el 1877 por Manuel Camo Nogués, el cual abrió salas de juego para mantenerse, recibiendo por ello su segundo nombre, "El Casino".
Para los oscenses, el edificio del Círculo Oscense, también conocido como Casino, tiene un gran valor simbólico, puesto que ha sido disfrutado por sucesivas generaciones y actualmente depende de la Fundación Círculo Oscense, una fundación de carácter público y municipal creada en 1982.

## Descripción
El volumen es simétrico respecto al eje de la fachada principal con un gran cuerpo central coronado por un frontón y está configurado por la adición de cuerpos geométricos sencillos a lo largo de su eje transversal con un cuerpo más pequeño en cada uno de sus laterales y como remate de las esquinas, cuatro torreones octogonales, presentando un carácter de castillo-fortaleza reforzado por la solidez de su construcción. 
La elegante decoración modernista y secesionista se combina con ornamentos historicistas, como la puerta arabesca labrada por Francisco Arnal. En los interiores, y respondiendo a una voluntad de diseño integrador, cabe mencionar el mobiliario y la decoración al gusto de la época, con pinturas interiores encargadas a Pascual Aventín.

## Historia
Fue inaugurado en las fiestas de San Lorenzo del 1904, aunque sólo su parte central, ya que los anexos laterales fueron construidos entre los años 1910 y 1911 y durante la Dictadura de Primo de Rivera el club no podía celebrar ni partidas ni juegos, por lo que al perder también socios se quedó sin ingresos. Más tarde, durante la Segunda República, se convirtió en la Casa de la Cultura y durante la Guerra Civil fue un hospital militar para pasar a pertenecer al Ayuntamiento de Huesca en el 1951. Es a partir de entonces que recibió otra serie de usos, como sala de televisión o escuela de jota entre otros.

## Galería

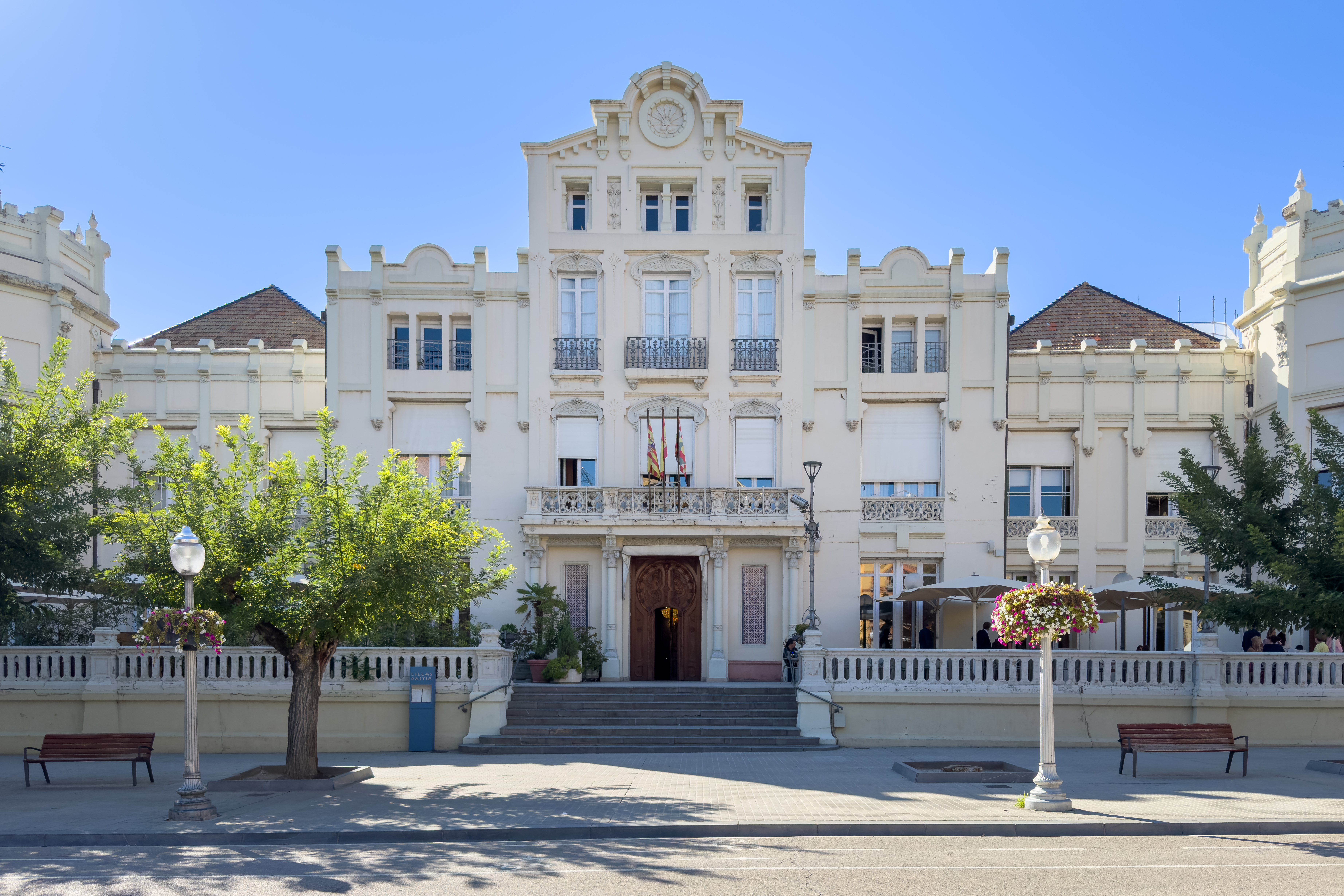
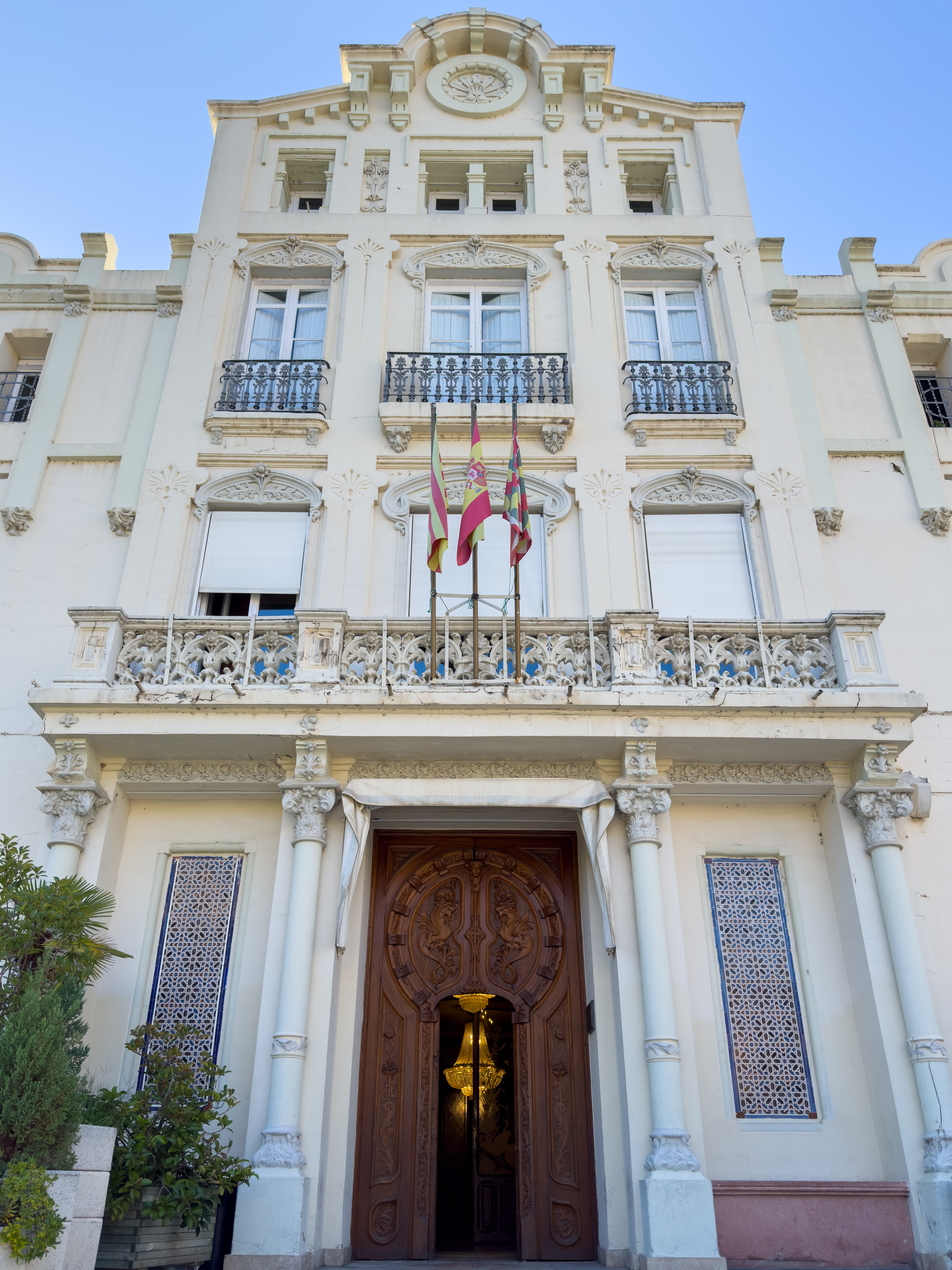
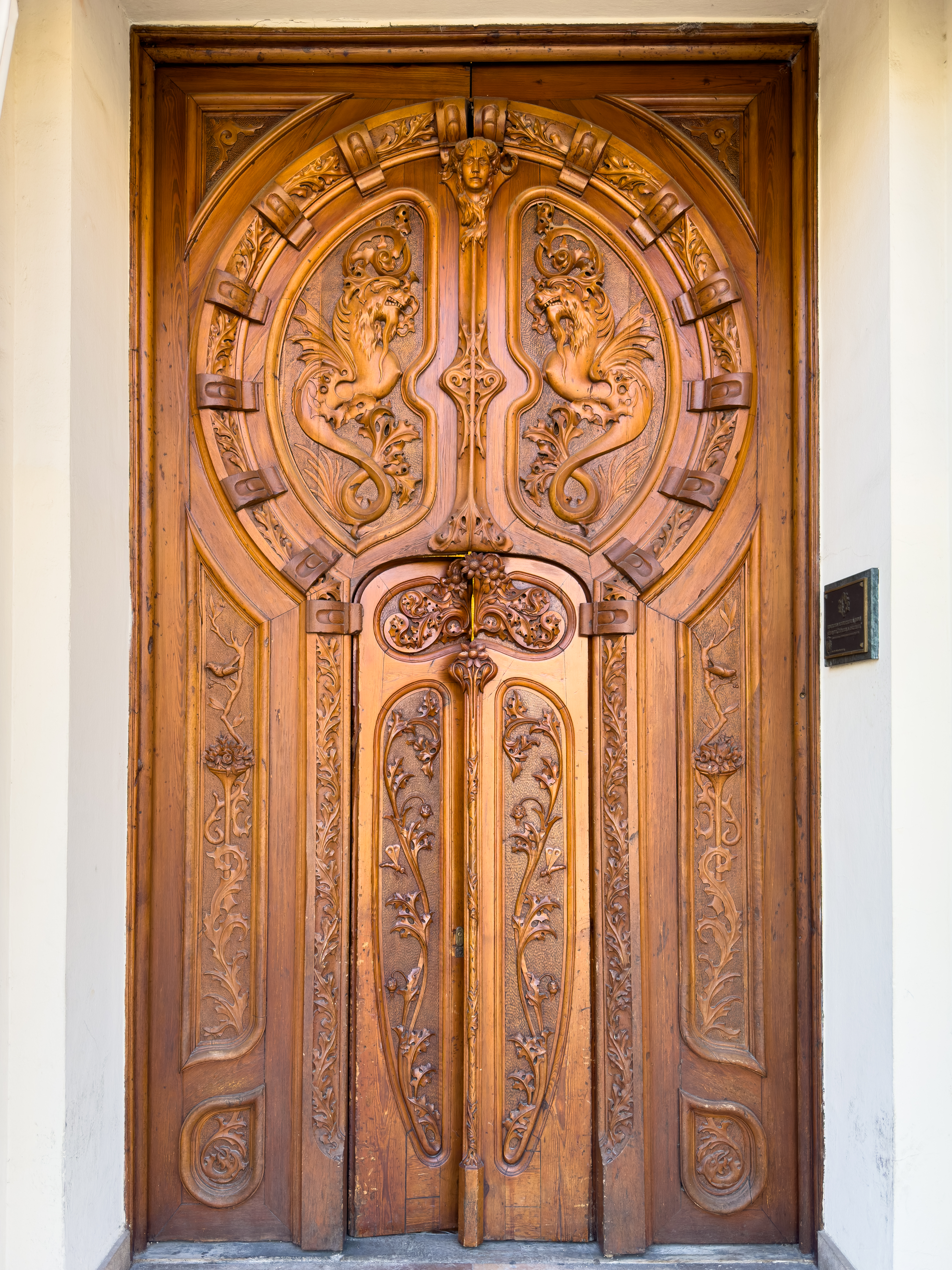
Puerta de estilo arabesco
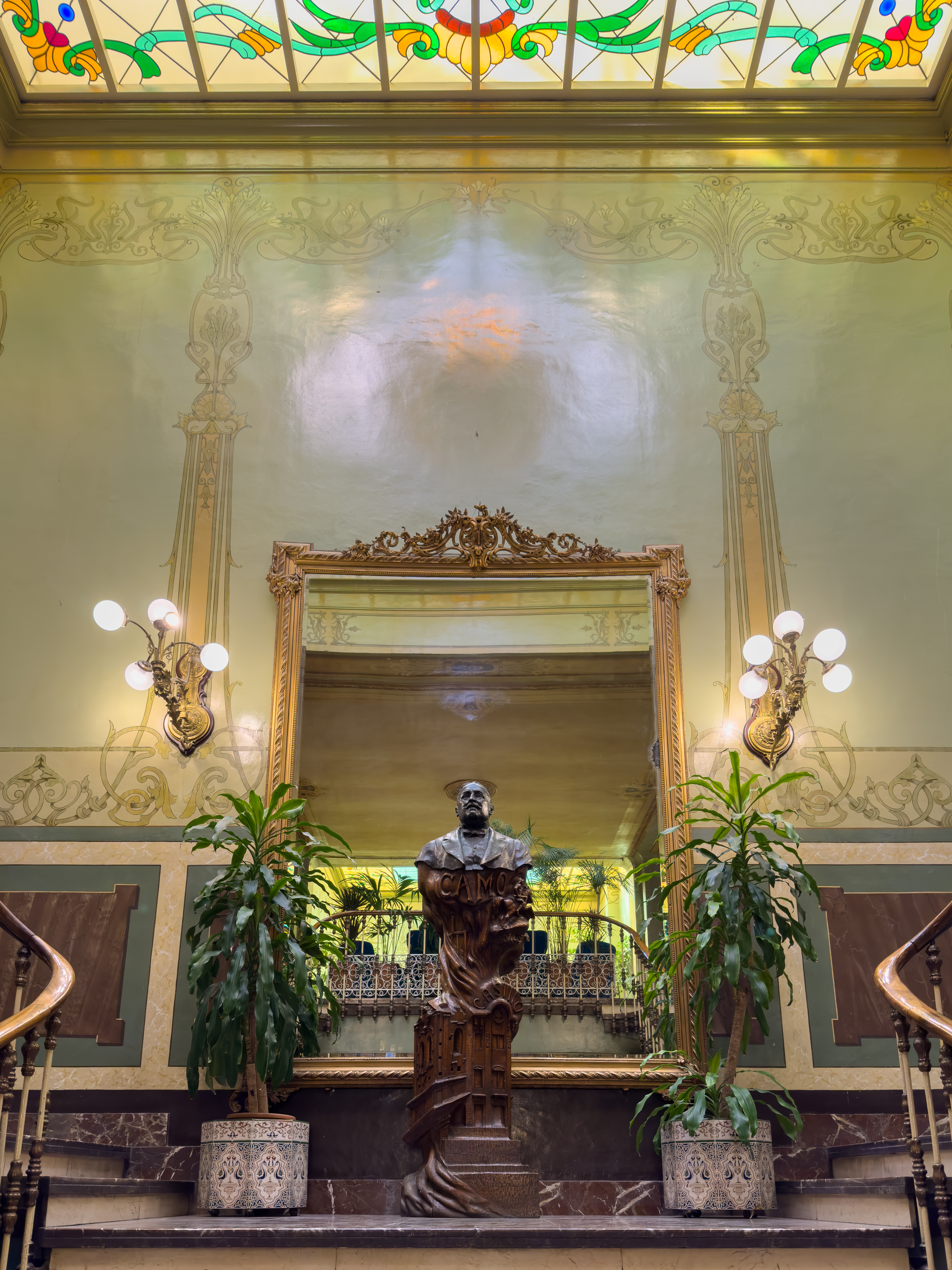
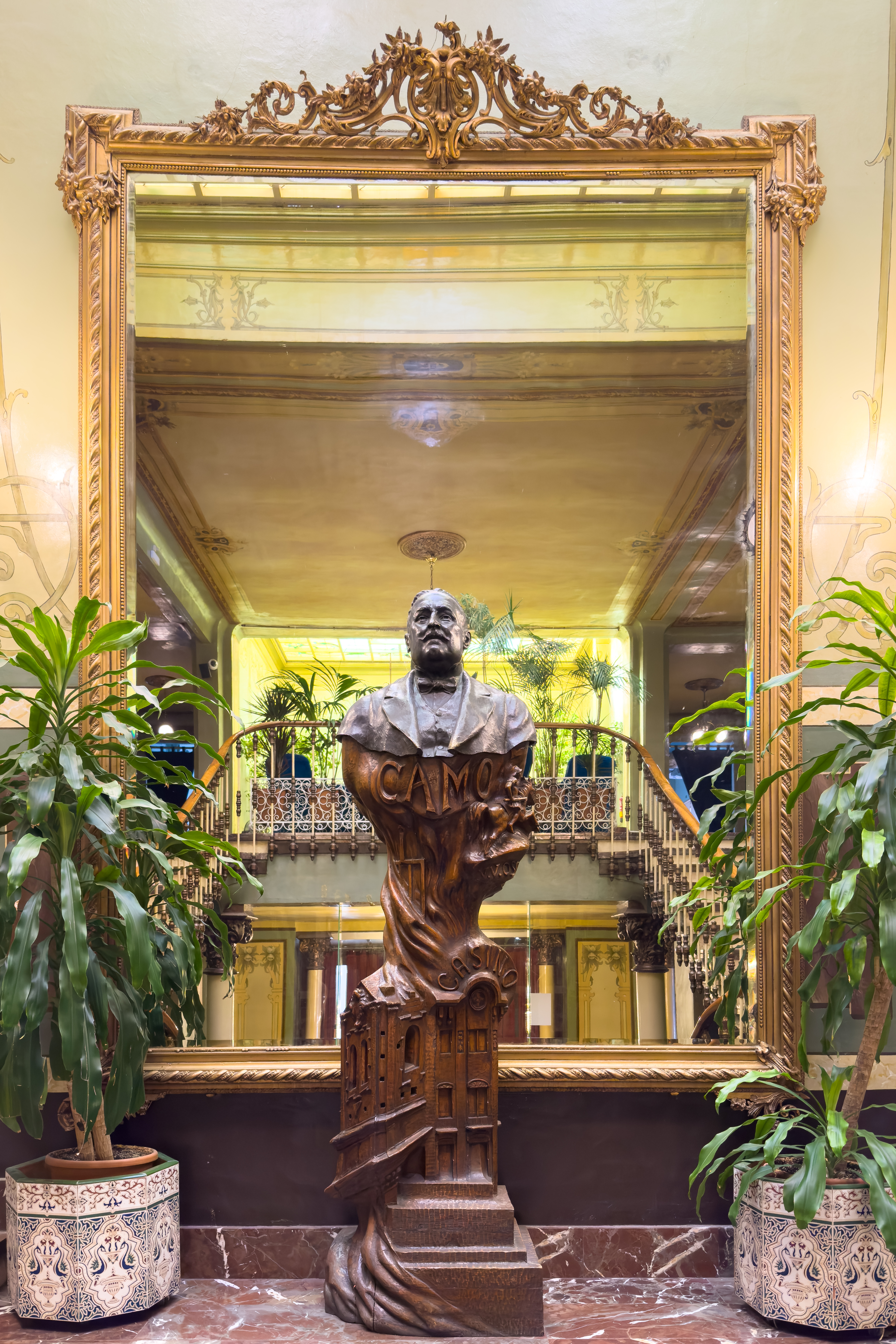
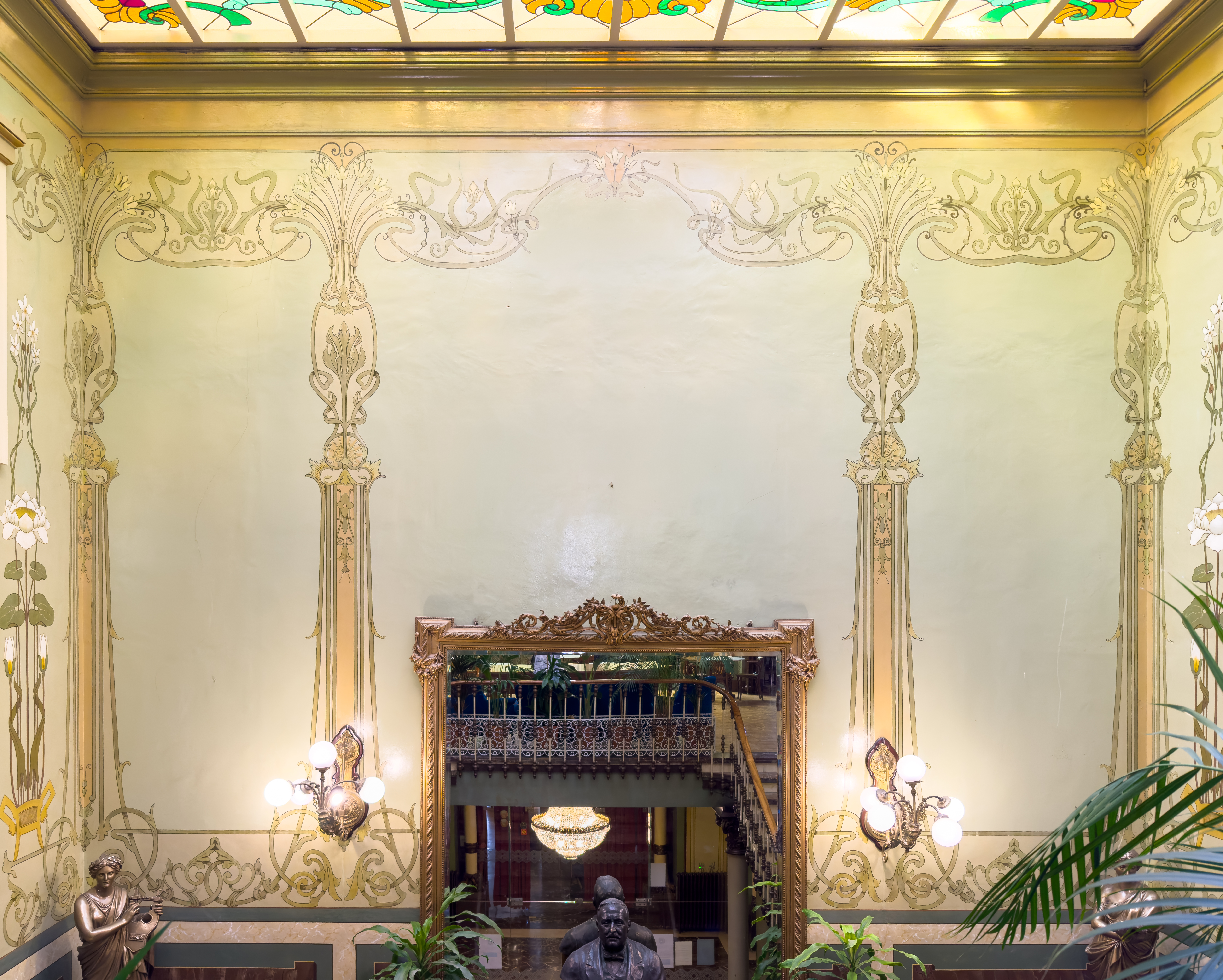
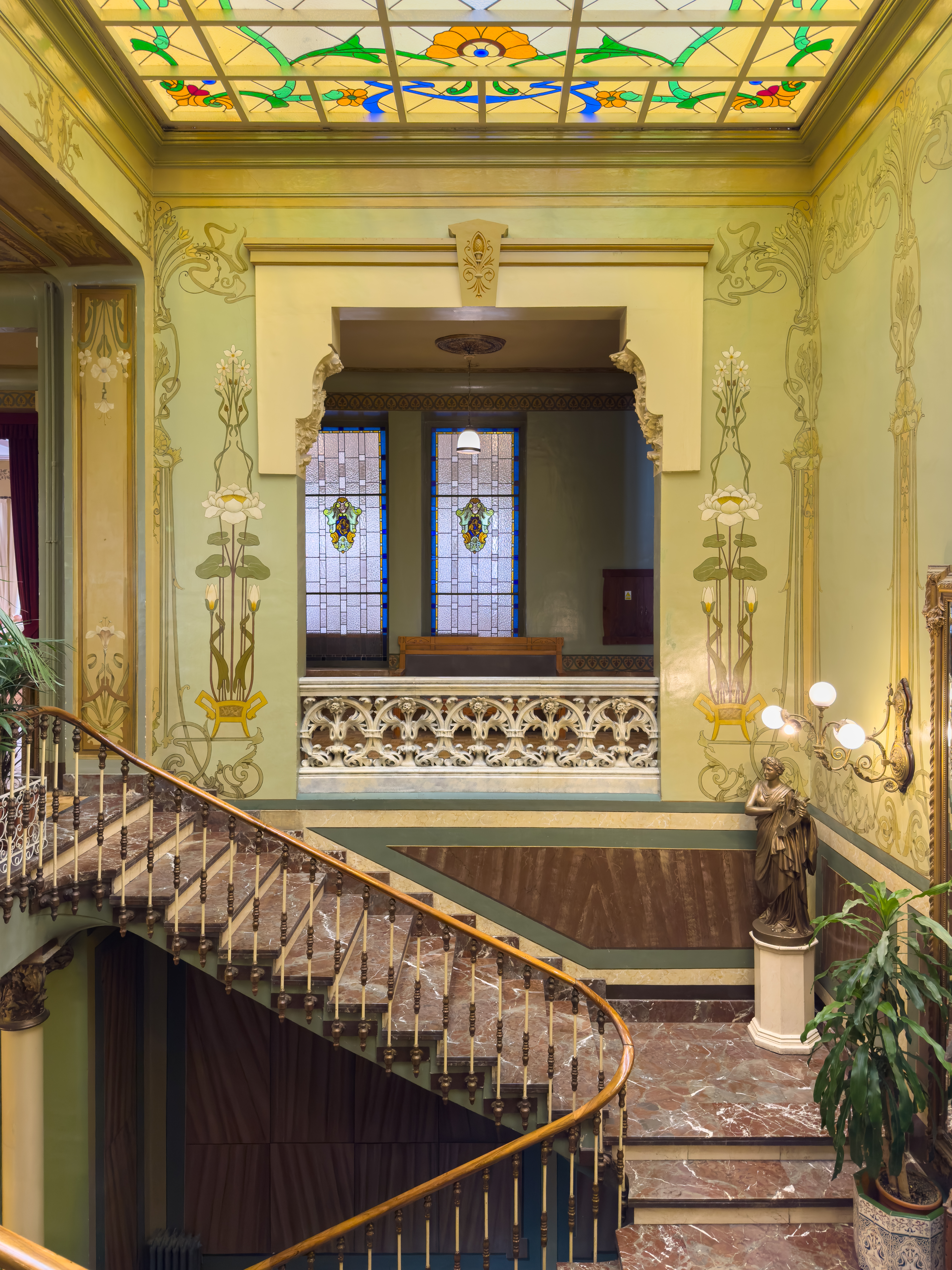
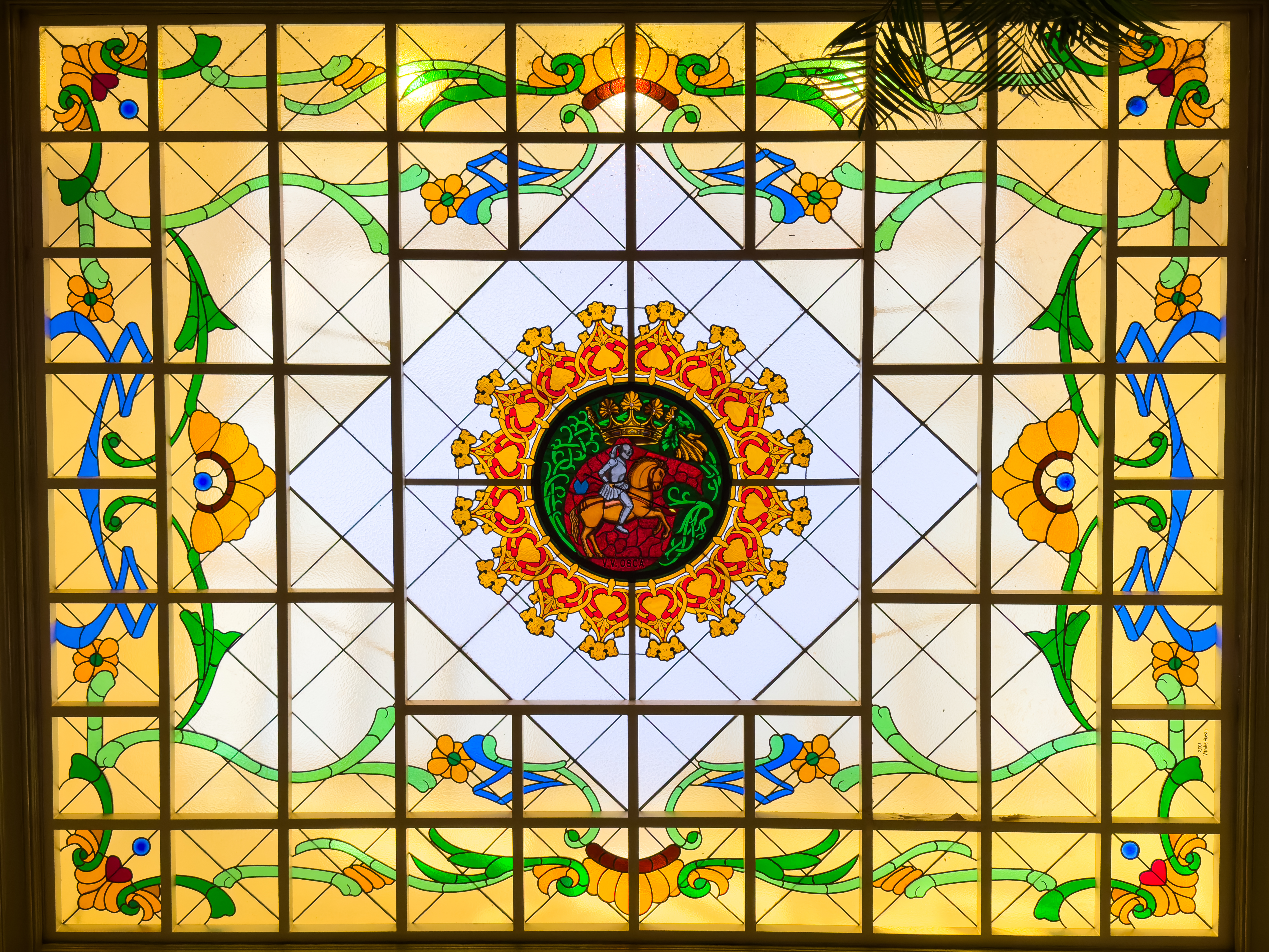
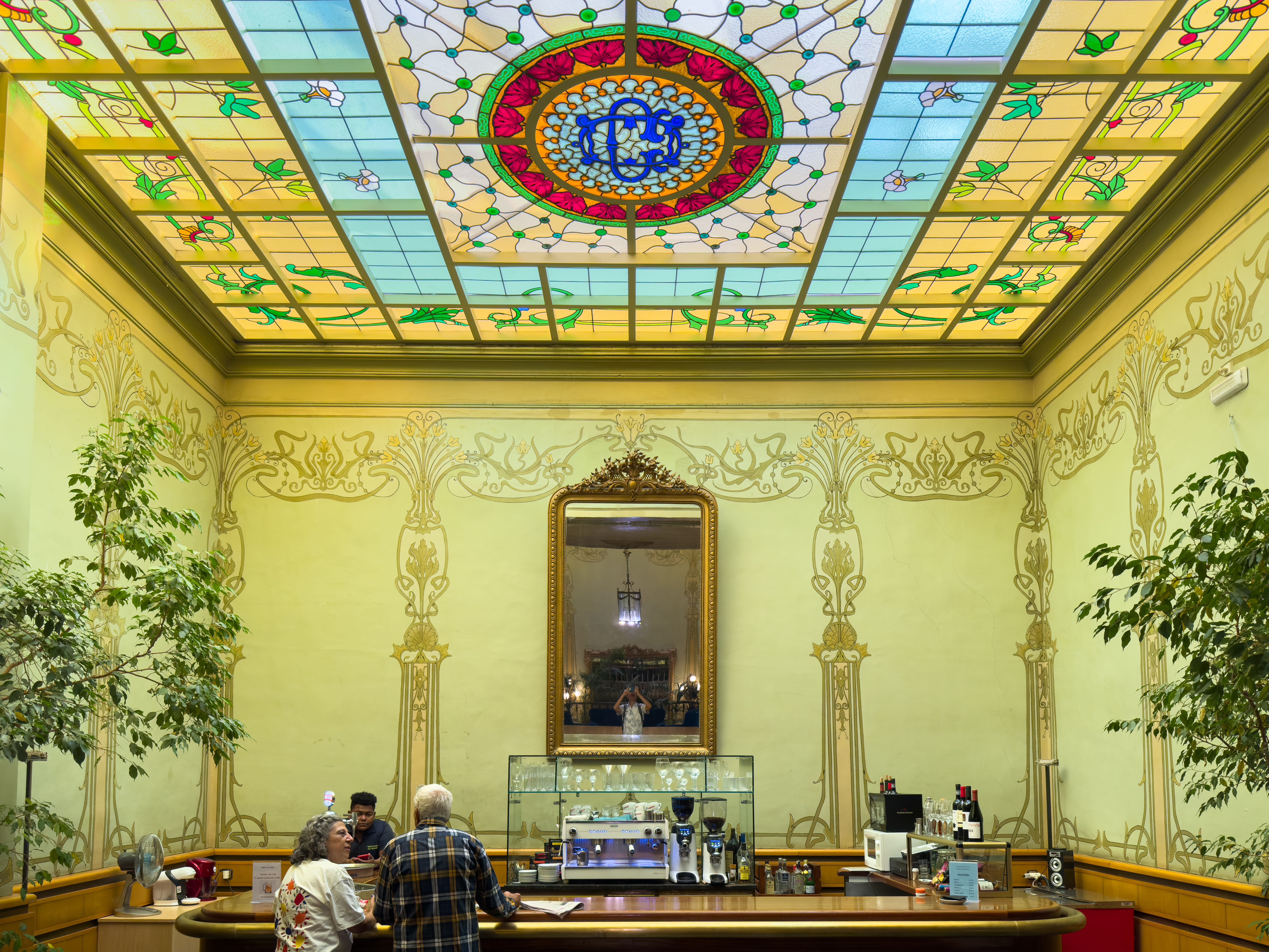
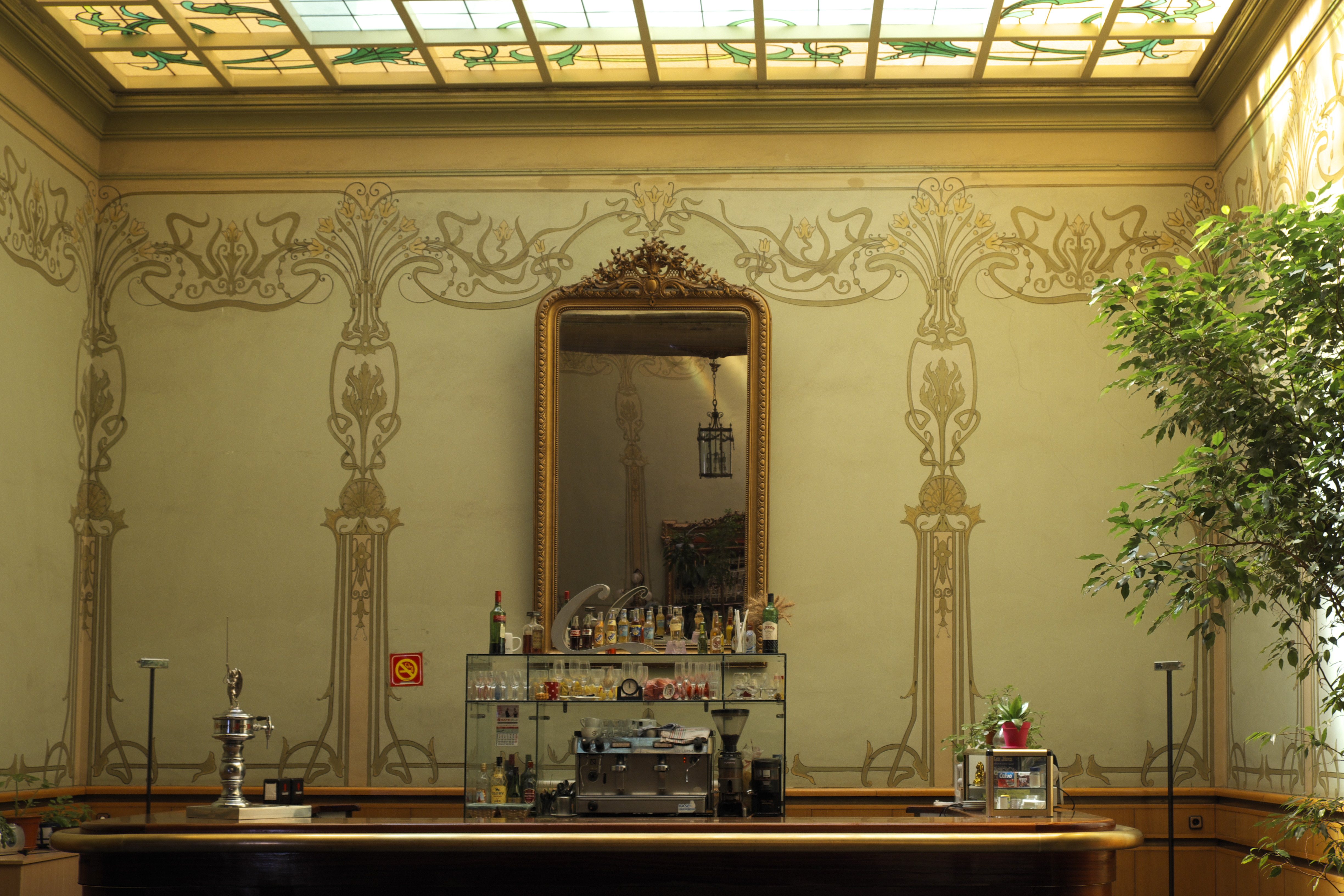
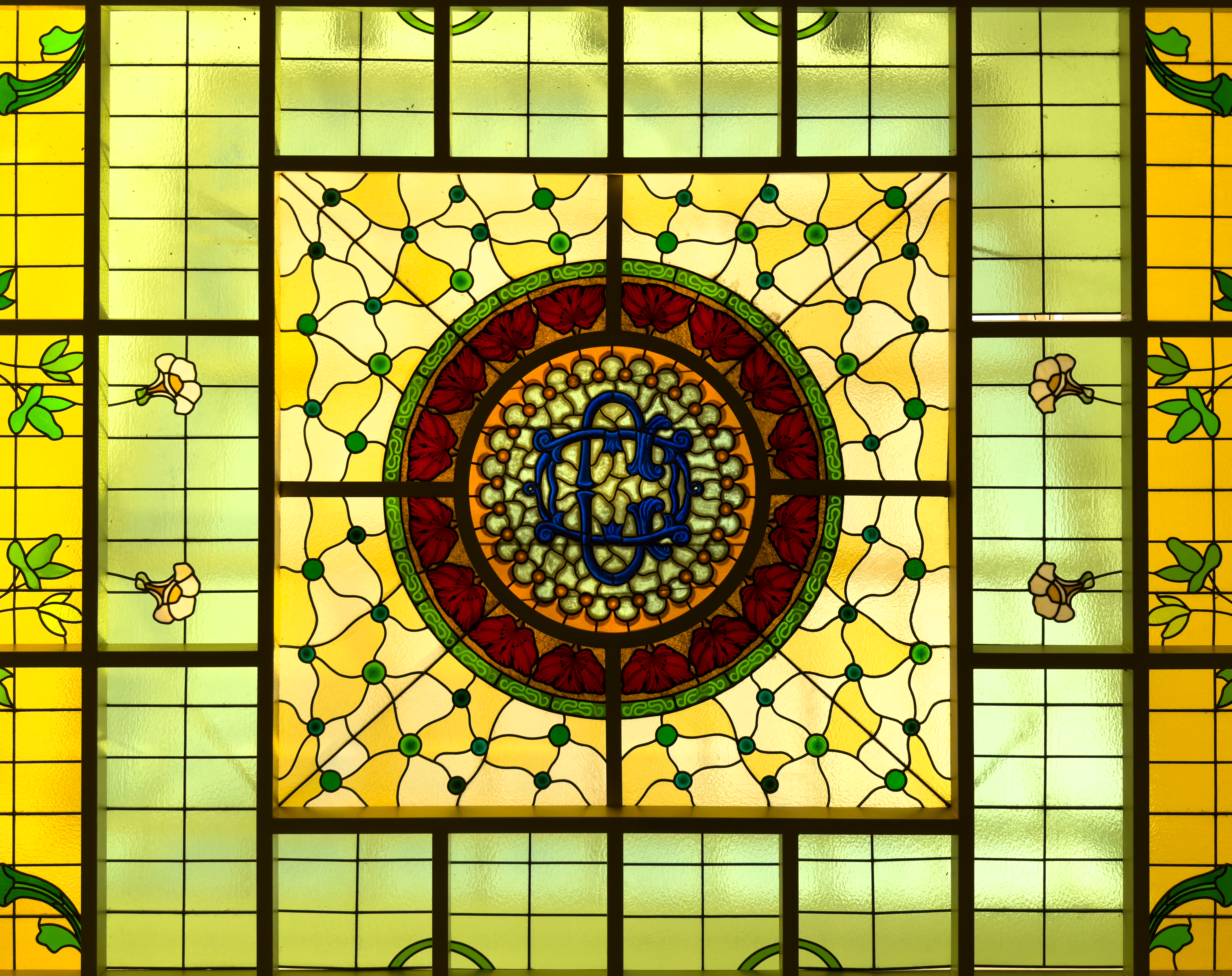
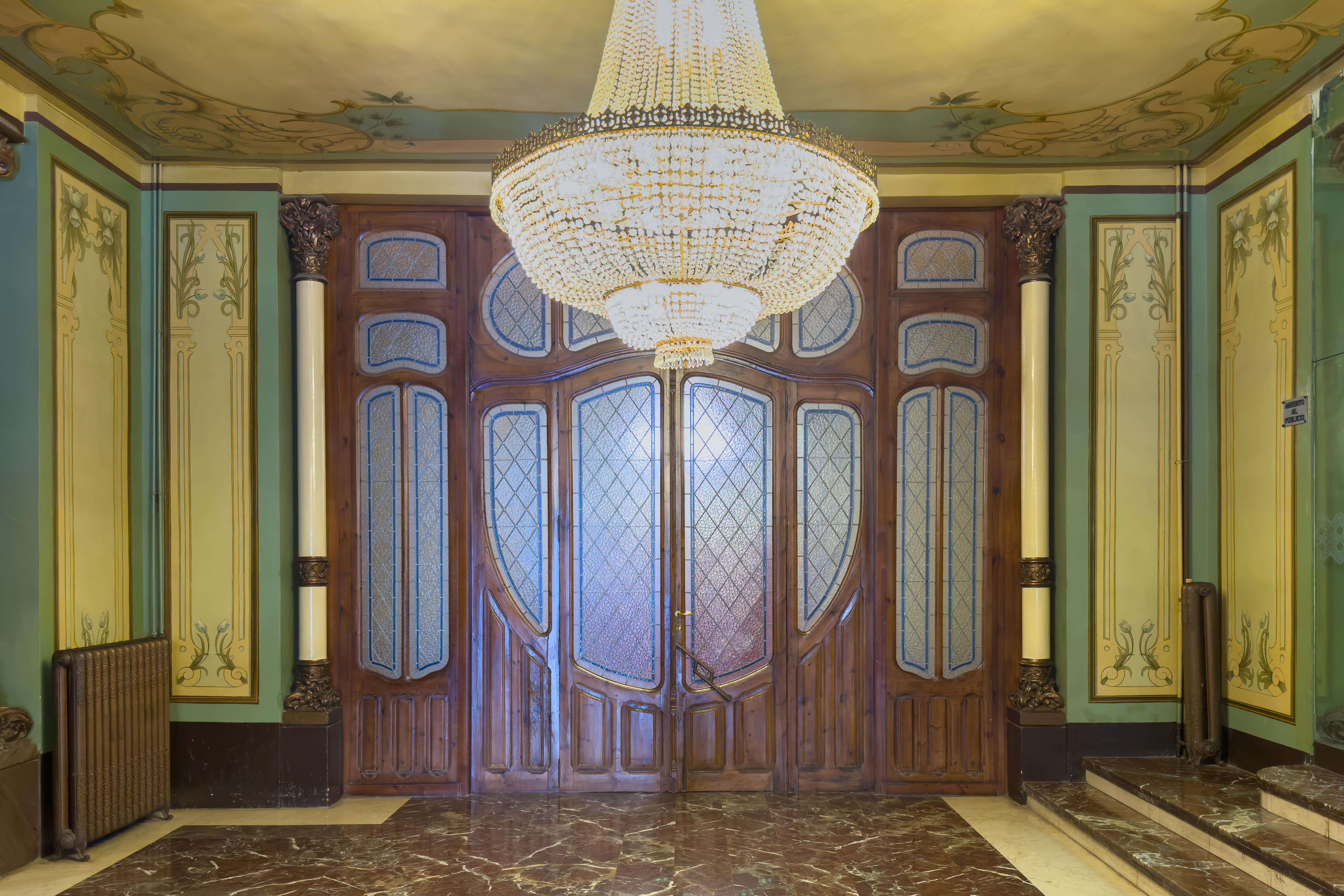
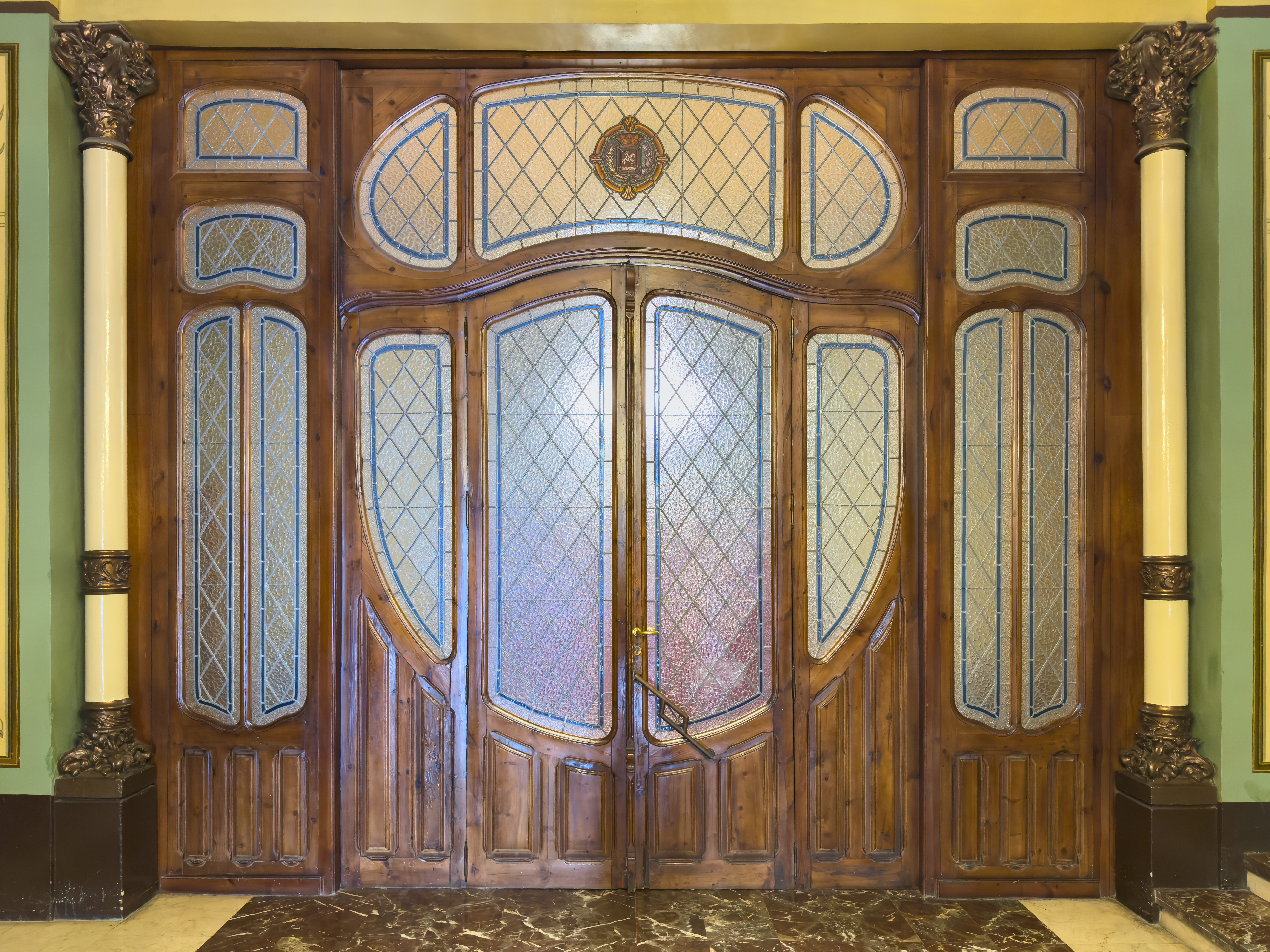
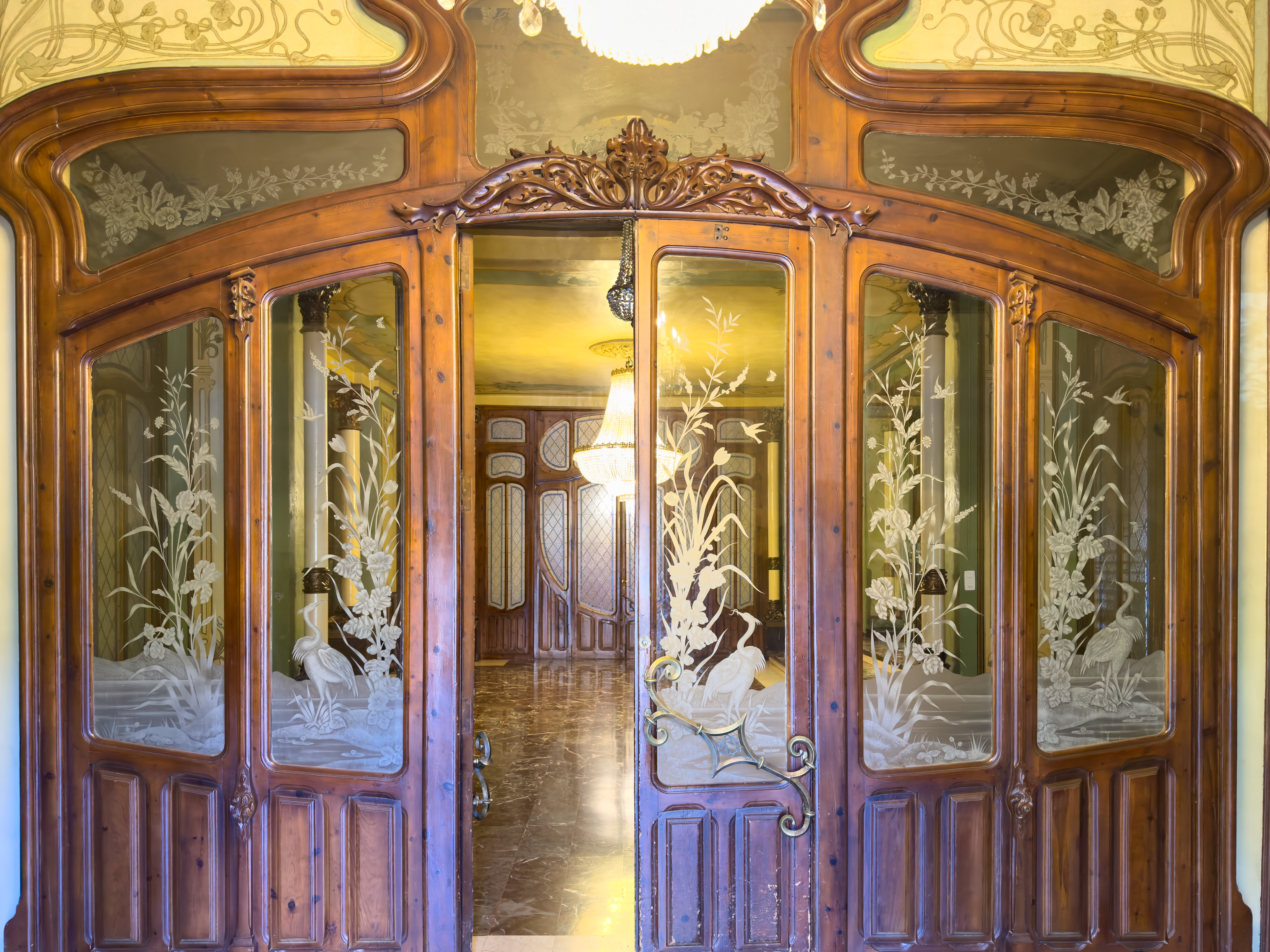
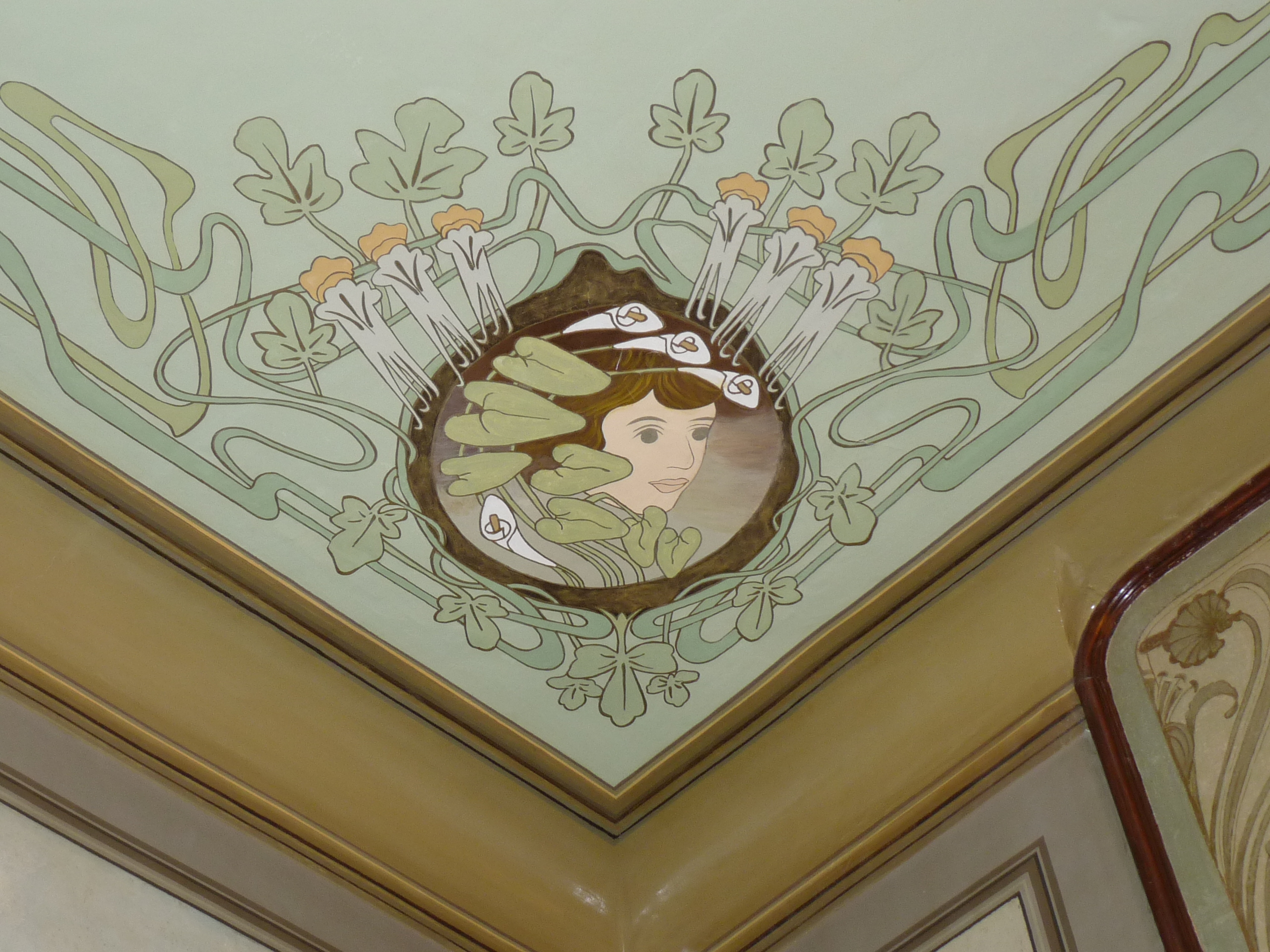